# Powiat Peine
Powiat Peine (niem. Landkreis Peine) – powiat w niemieckim kraju związkowym Dolna Saksonia. Siedziba powiatu znajduje się w mieście Peine.

## Podział administracyjny
Powiat Peine składa się z:
- jednego miasta
- sześciu samodzielnych gmin (niem. Einheitsgemeinde)

Miasta:
| Lp. | Nazwa miasta | Ludność (31.12.2008) | Powierzchnia km² |
| --- | ------------ | -------------------- | ---------------- |
| 1   | Peine        | 49.188               | 119,65           |

Gminy samodzielne:
| Lp. | Nazwa gminy | Ludność (31.12.2008) | Powierzchnia km² |
| --- | ----------- | -------------------- | ---------------- |
| 1   | Edemissen   | 12.473               | 103,79           |
| 2   | Hohenhameln | 9.415                | 69,41            |
| 3   | Ilsede      | 22.409               | 72,03            |
| 4   | Lengede     | 13.006               | 34,09            |
| 5   | Vechelde    | 16.074               | 75,89            |
| 6   | Wendeburg   | 10.048               | 59,98            |

## Zmiany administracyjne
- 1 stycznia 2015
  - rozwiązanie gminy Lahstedt i przyłączenie jej dzielnic do gminy Ilsede